# Jugadores de Pilota (Alegria)
Jugadores de Pilota (Alegria) és una fotografia feta per la fotògrafa Mey Rahola (Remei Rahola de Falgàs, Lleó 1897 - Vaucresson - França 1959) l'any 1936 i que forma part d'una sèrie de fotografies que va fer amb la temàtica de platja i feminitat. Va ser presentada al XII concurs de l'AFC (Agrupació Fotogràfica de Catalunya) l'any 1936 on va guanyar la medalla d'argent dins la categoria dels socis novells. Més endavant, va ser publicada al butlletí de l'Agrupació a l'abril de 1936, i va ser exposada al Saló Internacional d'Art Fotogràfic del mateix any.
També és la imatge promocional de l'Exposició Mey Rahola, la nova fotògrafa / 1897 - 1959 del Museu Nacional d'Art de Catalunya, realitzada el 2023 i comissariada per Lluís Bertran Xirau, Roser Martínez i Roser Cambray .

## Descripció
La imatge presentada mostra tres dones joves a la platja que es disputen una gran pilota de platja, com uns Atles que sustenten el mon. Les tres tenen els braços bronzejats i enlaire i aquests ocupen la major part de la fotografia, en la que no hi ha paisatge. Es veu la cara somrient d'una d'elles (la filla de Mey Rahola, Maria Teresa, que tenia 13 anys en aquest moment). De fons, es veuen uns núvols esclarissats que trenquen la monotonia del cel. És una fotografia que es focalitza a l'acció i en les línies verticals dels braços. La llum és tractada fent aparèixer els caps més foscos il·luminats a contrallum, que destaquen sobre el cel més clar.
Aquesta fotografia és trencadora per diversos motius. En primer lloc, per la composició utilitzada: es tracta d'un primer pla picat, un enquadrament molt inusual a l'època on utilitza una llum vertical de migdia sense ombres ni boires tradicionals de la fotografia pictorialista. En segon lloc, perquè treballa amb una càmera Rolleiflex, que aleshores era una novetat que li va permetre fer experimentacions tècniques. En aquesta fotografia va utilitzar bromur i va fer el revelatge amb tons mats dels positius pigmentaris i textures rugoses. En tercer lloc, pel tema escollit, en el que es veuen tres dones que transmeten una sensació de dona lliure, que té temps per a l'oci i que practica esport a la vora del mar. Aquest tema és molt recurrent en les fotografies de Mey Rahola, que també va fotografiar marines on el moviment i l'espontaneïtat són els protagonistes.
Jugadores de pilota (Alegria) és una imatge molt representativa de la modernitat transmesa per Mey Rahola, tant en la seva obra fotogràfica com en la seva manera de pensar i viure. 